# Thiérache

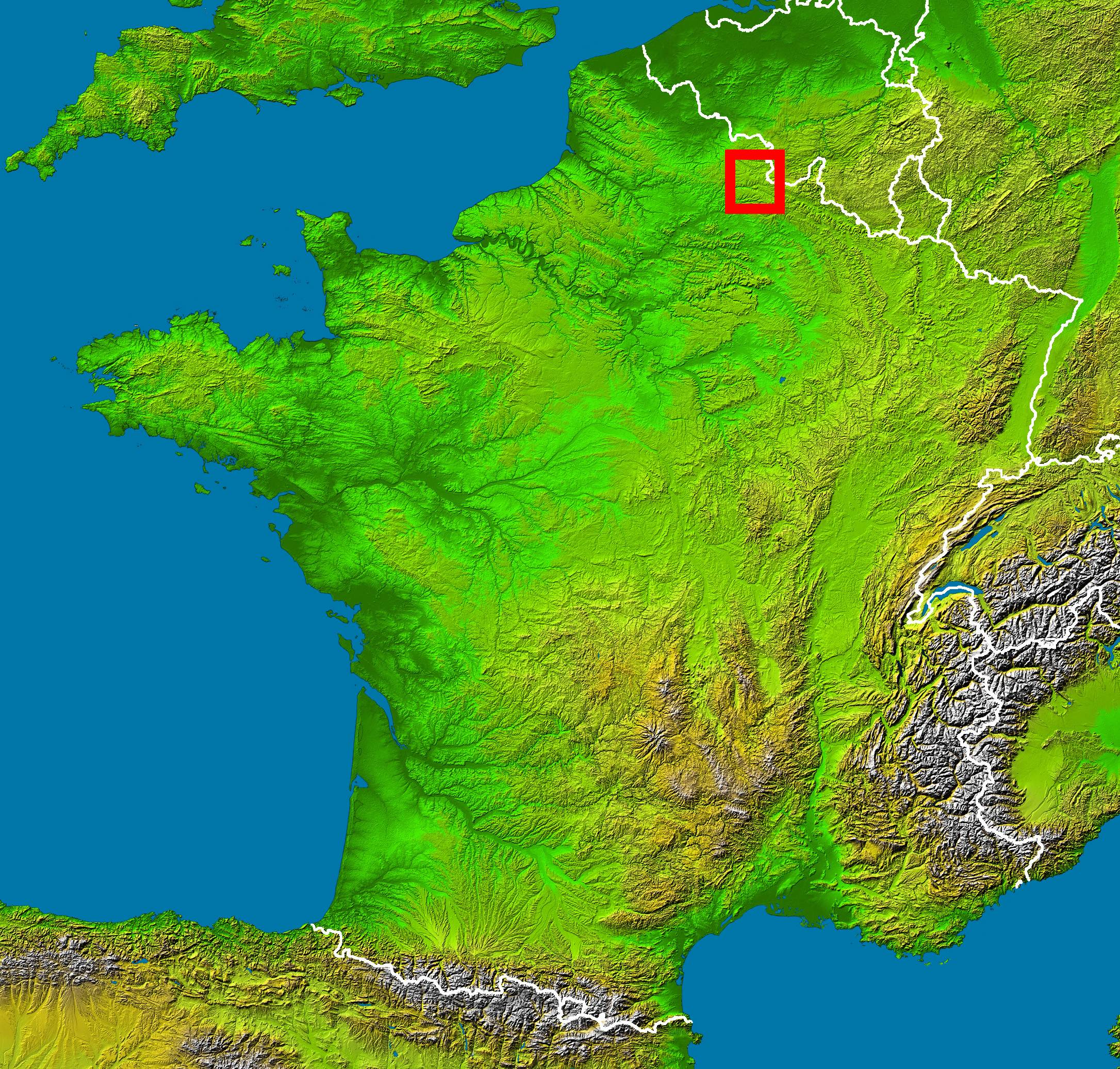
Thiérache

De Thiérache (Nederlands: Tierasse) is in zijn beperkte betekenis een regio in het Franse departement Aisne in het grensgebied met België, doorsneden door de rivier de  Oise. Administratief komt het overeen met het arrondissement Vervins. Belangrijke plaatsen zijn Guise en Hirson aan de Oise en Vervins. Het arrondissement Vervins telt 68.822 inwoners (1999) op een oppervlakte van 1401 km².
(Groot-)Thiérache is in uitgebreide betekenis een natuurlijk gebied dat delen van het noorden van Frankrijk en van België ten zuiden van Thuin en Philippeville bundelt, met duidelijke landschappelijke en architecturale overeenkomsten: heuvelachtige weiden met hagen, verspreide bebouwing en natuurstenen of bakstenen huizen met leien dak. Het strekt zich uit over ruim 4000 km² en telt slechts circa 220.000 inwoners (2008).

## Geschiedenis
Als grensregio had de Thiérache met name in de Tachtigjarige Oorlog telkenmale te lijden onder troepen plunderende soldaten. In veel dorpen werden daarom de middeleeuwse kerken omgebouwd tot weerkerken, die als vesting konden dienen en waar de bevolking zich kon verschansen.
Thiérache was een onderprovincie van de voormalige Franse provincie Picardië. Verschillende namen van gemeenten refereren nog aan de naam van de oude provincie: Barzy-en-Thiérache, Braye-en-Thiérache, Morgny-en-Thiérache, Le Nouvion-en-Thiérache, Origny-en-Thiérache, Oignies-en-Thiérache.

## Op weg naar Santiago De Compostela
De Via Thiérache is een van de routes vanuit België op weg naar Santiago de Compostela. Deze wandeltocht van 139 km trekt door een gevarieerd landschap en is relatief weinig druk.

## Bezienswaardigheden

### Weerkerken in de Thiérache

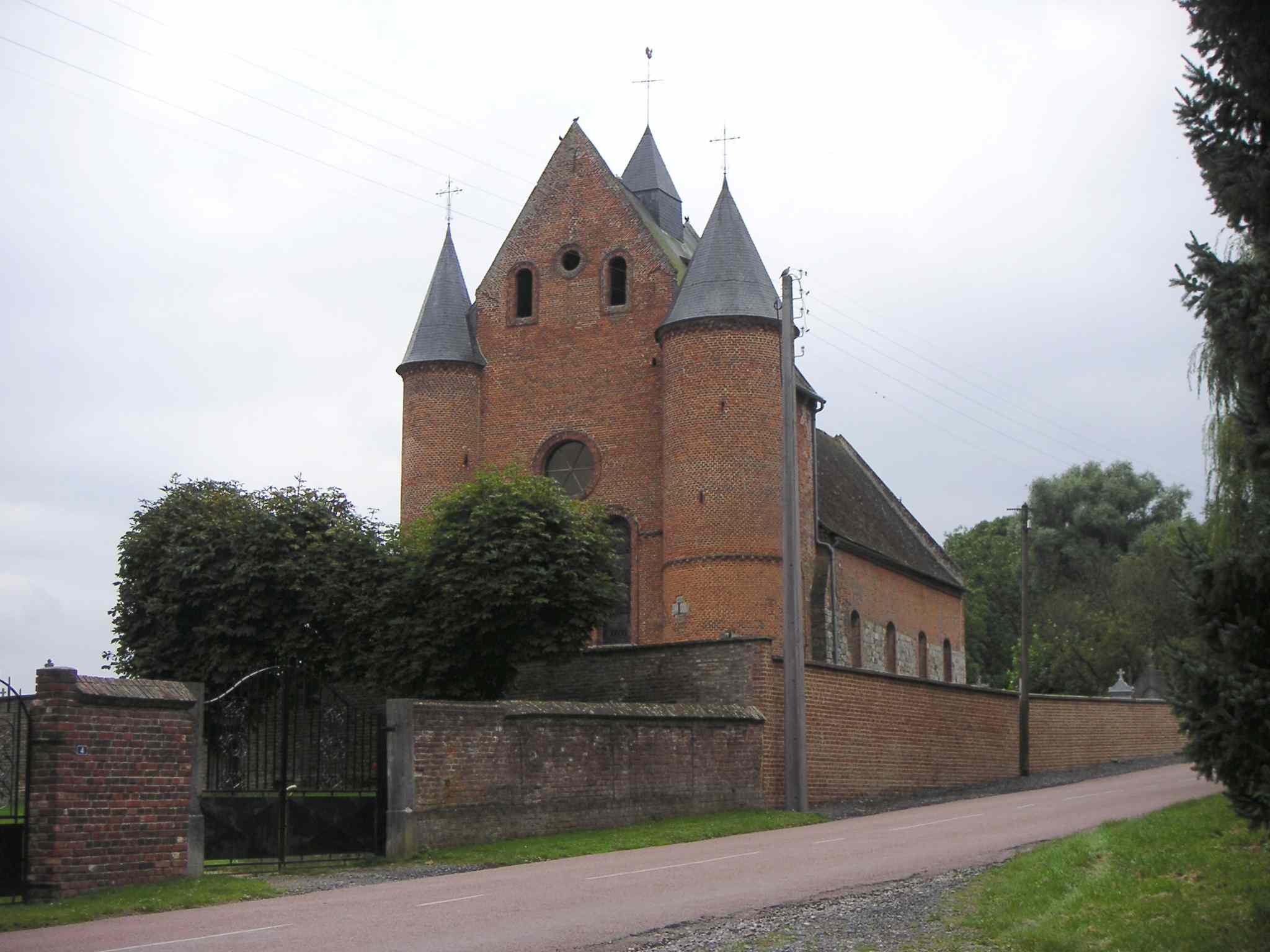
Église de Malzy
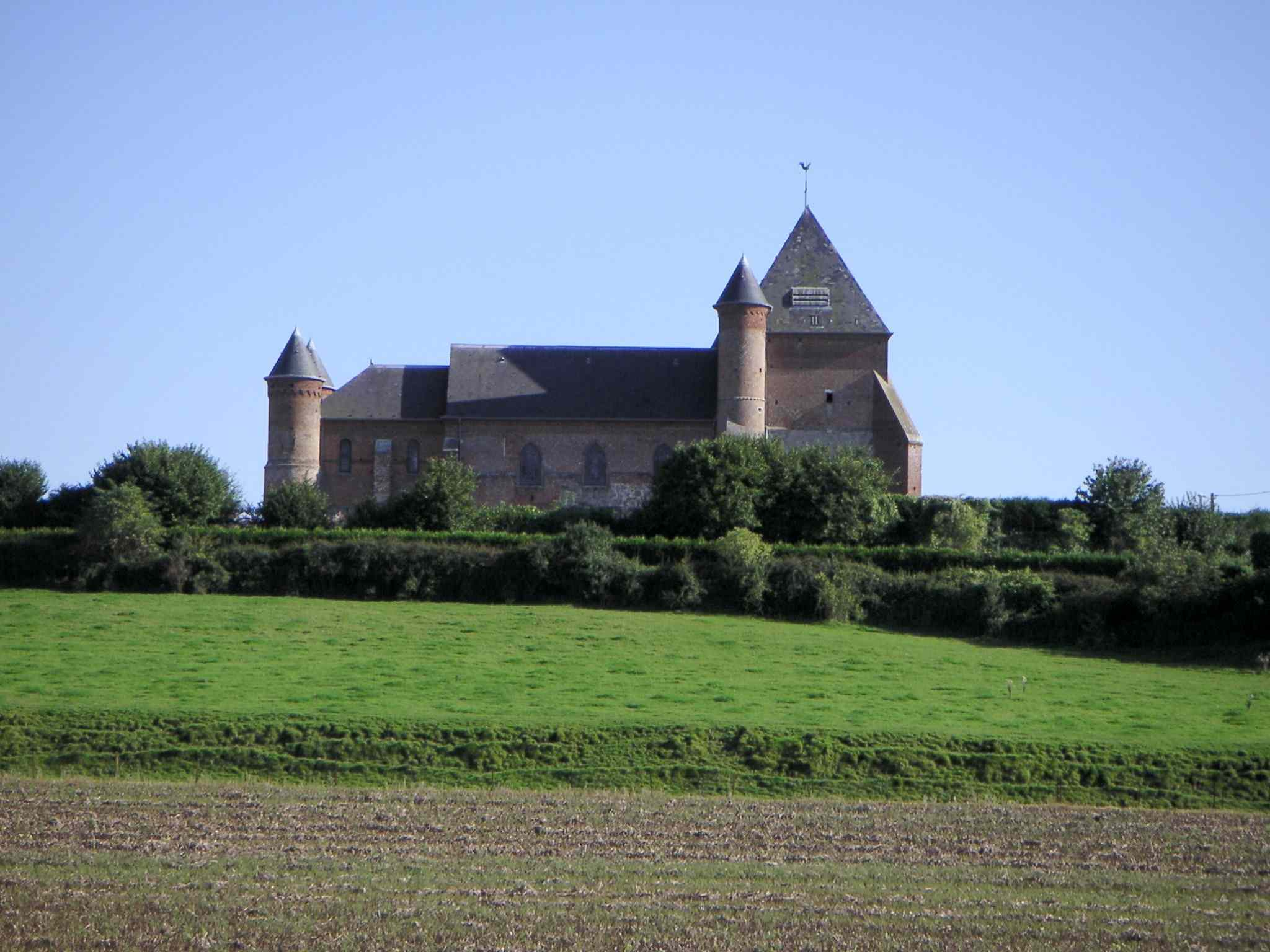
Église de Beaurain
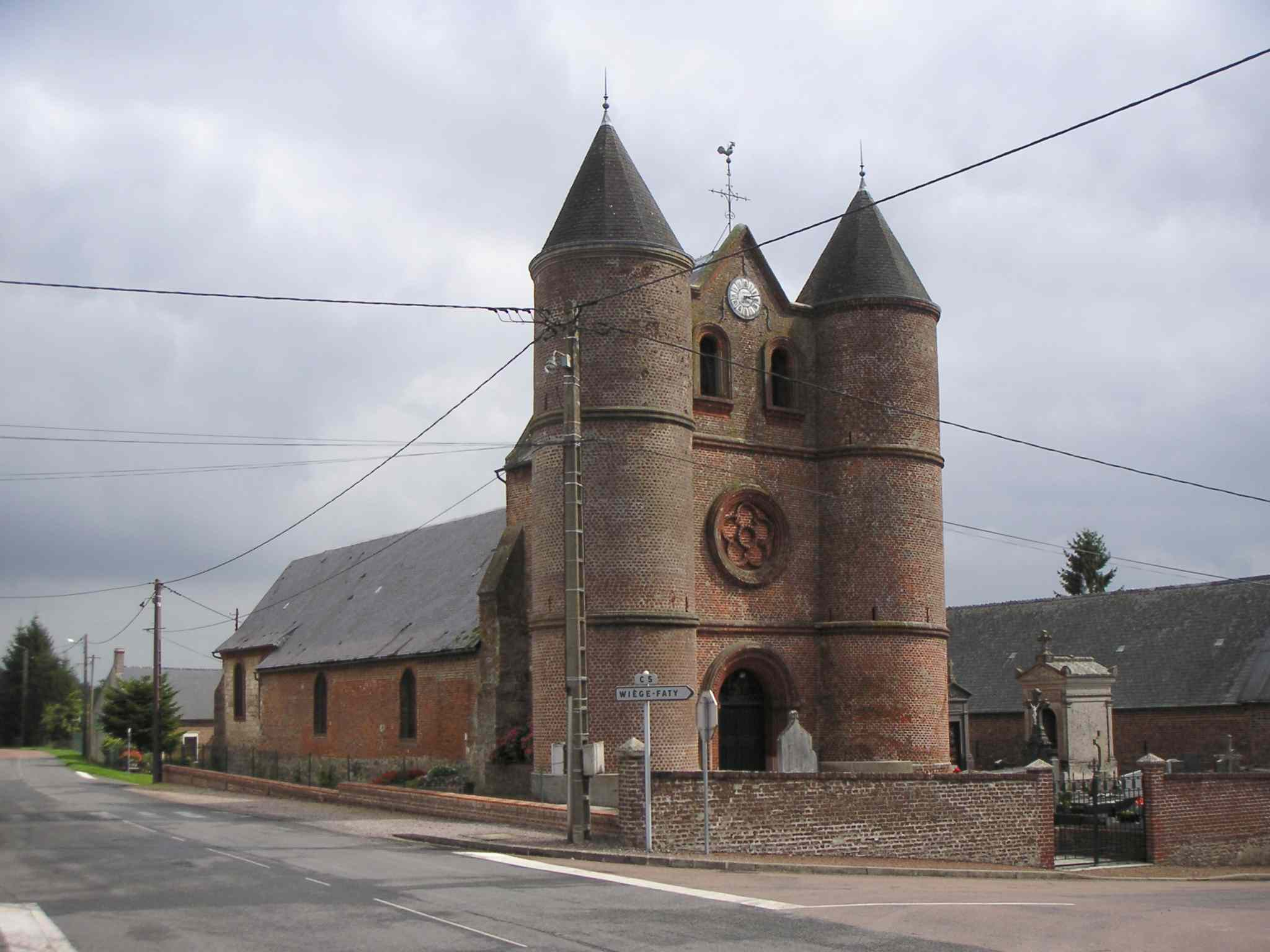
Église Sainte Catherine, Monceau-sur-Oise
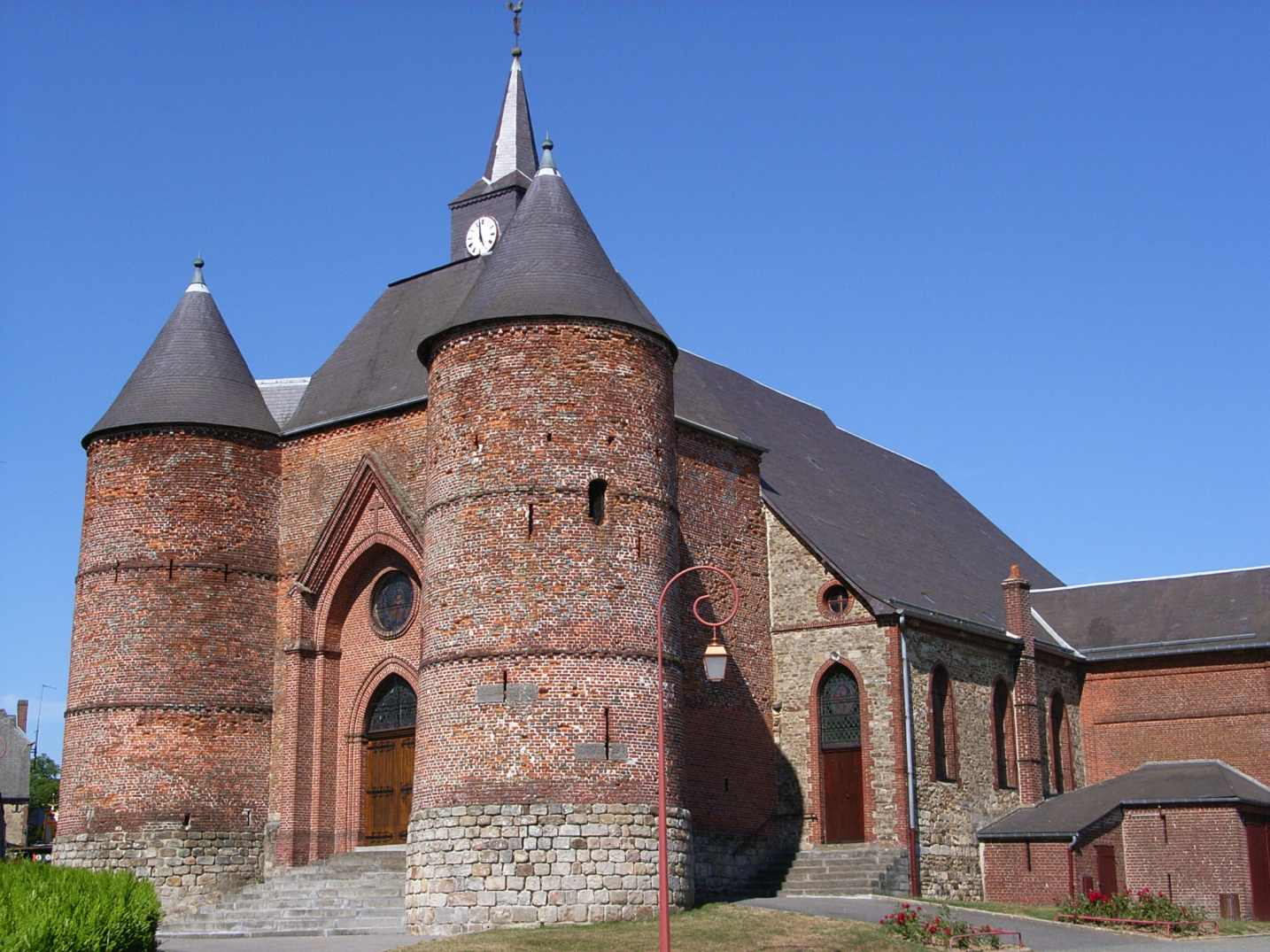
Église Saint-Martin, Wimy